# Klook
KLOOK（クルック）は、旅行に関するアクティビティ・現地ツアーのオンライン予約を扱う、ウェブサイトおよびアプリ。
香港に本社を置くKlook Travel Technology Limitedが運営し、アジアの都市を中心に世界各地域でサービスを提供している。

## 沿革
モルガン・スタンレーでアナリストを務めていたモーリシャス華僑のエリック・ノック・ファー（Eric Gnock Fah）と、シティグループでホテルや不動産業界への投資業務を行っていた台湾出身のイーサン・リン（Ethan Lin）は、2013年に共にネパールを旅行中、現地ツアー申し込みの際に経験した不便から、旅先のアクティビティをオンラインで予約でき、事前決済を可能とするビジネスモデルでの起業を決意、ソフトウェアエンジニアのバーニー・シオン（Bernie Xiong）と共に、2014年9月に会社を設立した。香港本社のほか、台北オフィスを開設、また深圳に技術センターを設けた。
東京で開催されたWIT JAPAN2015のスタートアップピッチで優勝するなど早くから注目を集め、2015年6月、テンセント系列のベンチャーキャピタルであるWelight Capitalから150万ドルを調達、続いて10月、アメリカのベンチャーキャピタルであるMatrix Partnersから500万ドルを調達し、またこの時点で、アゴダの創設メンバーの一人を取締役会に加えてアゴダとのパートナーシップ関係を開始した。調達した資金によって東南アジアへの事業拡大を行い、バンコクやシンガポールにオフィスを開設した。2017年3月、セコイア・キャピタルから3,000万ドルを、続いて10月、ゴールドマン・サックスから6,000万ドルを調達した。2018年にはニューヨークやロンドンなど、アジア太平洋以外への地域への参入に着手、2019年4月、ソフトバンク・ビジョン・ファンドの主導する投資ラウンドで4億2,500万ドルを調達した。

## 日本におけるKLOOK (クルック)
日本語ウェブサイトは2019年4月に開設された。日本法人「Klook Travel Technology合同会社」（Klook Travel Technology G.K.）は2017年11月に設立され、日本政府観光局との共同プロモーションを行うなど訪日外国人旅行を対象とするサービスの拡充を行っている。東京（四谷）と大阪市にオフィスを持つ。

## サービス内容
航空券と宿泊以外の全ての体験サービスを予約可能とするコンセプトのもと、現地オプショナルツアーや観光スポットのチケット、鉄道やバスの割引チケット、レストラン等飲食店の予約、Wi-FiやSIMカードの提供などのサービスが行われている。中国高速鉄道および台湾高速鉄道の予約も可能となっている。ツアーに関しては、日本語や英語ガイドの有無、キャンセルの条件について、事前に確認することができ、口コミによるレビュー評価を行うことができる。